# Salmon Chase
Salmon Portland Chase (ur. 13 stycznia 1808 w Cornish, New Hampshire, zm. 7 maja 1873) – amerykański polityk okresu wojny secesyjnej, senator, prezes Sądu Najwyższego. Aktywny zwolennik zniesienia niewolnictwa.

## Życiorys
Po ukończeniu studiów w Waszyngtonie został prawnikiem w Cincinnati w stanie Ohio. Był rzecznikiem przeciwników niewolnictwa i bronił wielu uciekinierów z Południa.
W latach 1849–1855 był senatorem 3 klasy ze stanu Ohio. W czasie sprawowania urzędu sprzeciwiał się rozszerzeniu niewolnictwa na nowe terytoria odbierane Indianom na zachodzie USA.
Następnie w latach 1856–1860 był gubernatorem stanu Ohio.
W 1860 r. uzyskał nominację na prezydenta USA z ramienia Partii Republikańskiej, lecz ostatecznie wycofał swą kandydaturę na rzecz Abrahama Lincolna, w którego gabinecie sprawował urząd 25. sekretarza skarbu. Uważany jest za jednego z najwybitniejszych pracowników administracji w czasie wojny secesyjnej, który wprowadził „pożyczkę narodową” i aktywnie zbierał pieniądze na dalsze prowadzenie wojny. Położył podwaliny pod współczesny system bankowości światowej.
W roku 1864, po ostrej wymianie zdań z Lincolnem (który nie lubił go osobiście), złożył dymisję i został mianowany 6. prezesem Sądu Najwyższego. Na tym stanowisku przewodniczył procesowi o impeachment prezydenta Andrew Johnsona w 1868, w rok później orzekał w sprawie Texas v. White.
Chase wykorzystał możliwości Departamentu Skarbu, aby zacząć budować poparcie dla swojej nominacji na stanowisko prezydenta w wyborach 1864 r. Pojawienie się niezadowolenia z polityki rekonstrukcyjnej Lincolna wzmocniło jego sprawę. W grudniu 1863 r. w Waszyngtonie ukształtował się komitet Chase’a z senatorem Samuelem C. Pomeroyem z Kansas na czele. Ostatecznie w wyniku braku wystarczającego poparcia Salmon  Chase zrezygnował z kandydowania. W roku 1872 ponownie ubiegał się o urząd prezydenta USA, startował z listy demokratów, lecz również bezskutecznie.
Jego wizerunek znajduje się na banknocie o nominale 10 000 dolarów USA (banknot nie znajduje się w powszechnym obiegu).